# Artiom Dziuba
Artiom Siergiejewicz Dziuba (ros. Артём Сергеевич Дзюба, ur. 22 sierpnia 1988 w Moskwie) – rosyjski piłkarz grający na pozycji napastnika w klubie Akron Togliatti.

## Rodzina
Ojciec – Ukrainiec, pochodzący z obwodu połtawskiego.

## Kariera klubowa
Dziuba pochodzi z Moskwy i jest wychowankiem tamtejszego klubu Spartak Moskwa. Początkowo występował w młodzieżowych drużynach, a w 2005 roku został włączony do drużyny rezerw. W 2006 roku ówczesny trener Władimir Fiedotow powołał go do kadry pierwszej drużyny na pucharowy mecz z Urałem Jekaterynburg i był to oficjalny debiut Artioma w Spartaku. W Premier Lidze natomiast Dziuba swój pierwszy mecz zaliczył 21 lipca, a Spartak zremisował 1:1 z Saturnem Ramienskoje. Do końca sezonu wystąpił w 5 ligowych spotkaniach i został wicemistrzem Rosji. 15 kwietnia 2007 Artiom zdobył swojego pierwszego gola w pierwszej drużynie, a Spartak zremisował 1:1 na wyjeździe z Tomem Tomsk. W 2007 roku został ze Spartakiem wicemistrzem Rosji. 7 sierpnia 2009 roku został wypożyczony do końca roku do zespołu Tom Tomsk. W 2010 roku także grał w Tomie, a w 2011 wrócił do Spartaka. W lipcu 2013 ponownie został wypożyczony, tym razem do FK Rostów. W 2015 podpisał umowę z Zenitem. W maju 2022 ogłosił, że nie przedłuża umowy z Zenitem. W dniu 18 sierpnia tego samego roku opuścił ojczyznę i przeniósł się do Turcji.
| Sezon   | Klub             | Kraj   | Rozgrywki     | Mecze | Bramki |
| ------- | ---------------- | ------ | ------------- | ----- | ------ |
| 2006    | Spartak Moskwa   | Rosja  | Priemjer-Liga | 5     | 0      |
| 2007    | Spartak Moskwa   | Rosja  | Priemjer-Liga | 16    | 1      |
| 2008    | Spartak Moskwa   | Rosja  | Priemjer-Liga | 16    | 1      |
| 2009    | Spartak Moskwa   | Rosja  | Priemjer-Liga | 8     | 2      |
| 2009    | Tom Tomsk        | Rosja  | Priemjer-Liga | 10    | 3      |
| 2010    | Spartak Moskwa   | Rosja  | Priemjer-Liga | 2     | 0      |
| 2010    | Tom Tomsk        | Rosja  | Priemjer-Liga | 24    | 11     |
| 2011/12 | Spartak Moskwa   | Rosja  | Priemjer-Liga | 41    | 11     |
| 2012/13 | Spartak Moskwa   | Rosja  | Priemjer-Liga | 25    | 4      |
| 2013/14 | FK Rostów        | Rosja  | Priemjer-Liga | 28    | 17     |
| 2014/15 | FK Rostów        | Rosja  | Priemjer-Liga | 11    | 1      |
| 2014/15 | Spartak Moskwa   | Rosja  | Priemjer-Liga | 13    | 7      |
| 2015/16 | Zenit Petersburg | Rosja  | Priemjer-Liga | 30    | 15     |
| 2016/17 | Zenit Petersburg | Rosja  | Priemjer-Liga | 26    | 13     |
| 2017/18 | Zenit Petersburg | Rosja  | Priemjer-Liga | 15    | 1      |
| 2017/18 | Arsienał Tuła    | Rosja  | Priemjer-Liga | 10    | 6      |
| 2018/19 | Zenit Petersburg | Rosja  | Priemjer-Liga | 27    | 8      |
| 2019/20 | Zenit Petersburg | Rosja  | Priemjer-Liga | 28    | 17     |
| 2020/21 | Zenit Petersburg | Rosja  | Priemjer-Liga | 27    | 20     |
| 2021/22 | Zenit Petersburg | Rosja  | Priemjer-Liga | 17    | 10     |
| 2022/23 | Adana Demirspor  | Turcja | Süper Lig     | 4     | 1      |
| 2022/23 | Lokomotiv Moskwa | Rosja  | Priemjer-Liga | 11    | 8      |
| 2023/24 | Lokomotiv Moskwa | Rosja  | Priemjer-Liga | 21    | 4      |
| 2024/25 | Akron Togliatti  | Rosja  | Priemjer-Liga | 22    | 9      |
| 2025/26 | Akron Togliatti  | Rosja  | Priemjer-Liga | 3     | 2      |

## Kariera reprezentacyjna
W 2007 roku Dziuba został powołany do młodzieżowej reprezentacji Rosji U-19 na Mistrzostwa Europy U-19 w Austrii. W spotkaniu z Niemcami (2:3) Artiom zdobył 2 gole, a następnie Rosjanie ulegli 2:6 Serbom i zremisowali 0:0 z Francją zajmując tym samym ostatnie miejsce w grupie. Występował także w kadrze U-21. 11 listopada 2011 zadebiutował w dorosłej reprezentacji w zremisowanym 1:1 towarzyskim meczu z Grecją. We wrześniu 2021 zrezygnował z dalszych występów w Sbornej. Obecnie nie występuje w reprezentacji ze względu na konflikt zbrojny Rosji i powiązania rodzinne z Ukrainą.  

## Poglądy
Popiera politykę Władimira Putina oraz rosyjską agresję na Ukrainę w 2022 roku.